# Rosalind Bingham
Lady Rosalind Cecilia Caroline Bingham (Londra, 26 febbraio 1869 – 18 gennaio 1958) è stata una nobildonna irlandese.

## Biografia
Era la figlia di Charles Bingham, IV conte di Lucan, e di sua moglie, Lady Cecilia Catherine Gordon-Lennox, figlia di Charles Gordon-Lennox, V duca di Richmond.

## Matrimonio
Sposò, il 1º novembre 1894 a Londra, James Hamilton, III duca di Abercorn, figlio di James Hamilton, II duca di Abercorn e di Lady Mary Anna Curzon. Ebbero cinque figli:
- Lady Mary Cecilia Rhodesia Hamilton (1896-1984), sposò in prime nozze Robert Kenyon-Slaney, ebbero tre figli, sposò in seconde nozze Sir John Gilmour, II baronetto, ebbero una figlia;
- Lady Cynthia Elinor Beatrix Hamilton (1897-1972), sposò Albert Spencer, VII conte Spencer, ebbero tre figli;
- Lady Catherine Hamilton (1900-1985), sposò il tenente colonnello Sir Reginald Seymour, ebbero tre figli;
- James Hamilton, IV duca di Abercorn (1904-1979);
- Lord Claud David Hamilton (1907-1968), sposò Genesta Mary Heath, non ebbero figli.

Ha ricevuto la laurea honoris causa di dottore in giurisprudenza da Queen's University, nel 1944.

## Morte
Morì il 18 gennaio 1958, a 88 anni.

## Ascendenza
|                                           |                                     |                                             | Genitori                               |  |  | Nonni |  |  | Bisnonni                           |  |  | Trisnonni                         |  |
|                                           |                                     |                                             |                                        |  |  |       |  |  | Richard Bingham, II conte di Lucan |  |  | Charles Bingham, I conte di Lucan |  |
|                                           |                                     |                                             |                                        |  |  |       |  |  | Richard Bingham, II conte di Lucan |  |  | Charles Bingham, I conte di Lucan |  |
|                                           |                                     | Margaret Smith                              |                                        |  |  |       |  |  | Richard Bingham, II conte di Lucan |  |  |                                   |  |
| George Bingham, III conte di Lucan        |                                     |                                             |                                        |  |  |       |  |  | Richard Bingham, II conte di Lucan |  |  |                                   |  |
|                                           |                                     | Elizabeth Belasyse                          | Henry Belasyse, II conte di Fauconberg |  |  |       |  |  |                                    |  |  |                                   |  |
|                                           |                                     | Elizabeth Belasyse                          | Henry Belasyse, II conte di Fauconberg |  |  |       |  |  |                                    |  |  |                                   |  |
|                                           |                                     | Elizabeth Belasyse                          | Charlotte Lamb                         |  |  |       |  |  |                                    |  |  |                                   |  |
| Charles Bingham, IV conte di Lucan        |                                     | Elizabeth Belasyse                          |                                        |  |  |       |  |  |                                    |  |  |                                   |  |
|                                           |                                     | Robert Brudenell, VI conte di Cardigan      | Robert Brudenell                       |  |  |       |  |  |                                    |  |  |                                   |  |
|                                           |                                     | Robert Brudenell, VI conte di Cardigan      | Robert Brudenell                       |  |  |       |  |  |                                    |  |  |                                   |  |
|                                           |                                     | Robert Brudenell, VI conte di Cardigan      | Anne Bisshopp                          |  |  |       |  |  |                                    |  |  |                                   |  |
| Anne Brudenell                            |                                     | Robert Brudenell, VI conte di Cardigan      |                                        |  |  |       |  |  |                                    |  |  |                                   |  |
|                                           |                                     | Penelope Anne Cooke                         | George John Cooke                      |  |  |       |  |  |                                    |  |  |                                   |  |
|                                           |                                     | Penelope Anne Cooke                         | George John Cooke                      |  |  |       |  |  |                                    |  |  |                                   |  |
|                                           |                                     | Penelope Anne Cooke                         | Penelope Bowyer                        |  |  |       |  |  |                                    |  |  |                                   |  |
| Rosalind Bingham                          |                                     | Penelope Anne Cooke                         |                                        |  |  |       |  |  |                                    |  |  |                                   |  |
|                                           | Charles Lennox, IV duca di Richmond | George Lennox                               |                                        |  |  |       |  |  |                                    |  |  |                                   |  |
|                                           | Charles Lennox, IV duca di Richmond | George Lennox                               |                                        |  |  |       |  |  |                                    |  |  |                                   |  |
|                                           | Charles Lennox, IV duca di Richmond | Louisa Kerr                                 |                                        |  |  |       |  |  |                                    |  |  |                                   |  |
| Charles Gordon-Lennox, V duca di Richmond | Charles Lennox, IV duca di Richmond |                                             |                                        |  |  |       |  |  |                                    |  |  |                                   |  |
|                                           |                                     | Charlotte Gordon                            | Alexander Gordon, IV duca di Gordon    |  |  |       |  |  |                                    |  |  |                                   |  |
|                                           |                                     | Charlotte Gordon                            | Alexander Gordon, IV duca di Gordon    |  |  |       |  |  |                                    |  |  |                                   |  |
|                                           |                                     | Charlotte Gordon                            | Jane Maxwell                           |  |  |       |  |  |                                    |  |  |                                   |  |
| Cecilia Catherine Gordon-Lennox           |                                     | Charlotte Gordon                            |                                        |  |  |       |  |  |                                    |  |  |                                   |  |
|                                           |                                     | Henry William Paget, I marchese di Anglesey | Henry Paget, I conte di Uxbridge       |  |  |       |  |  |                                    |  |  |                                   |  |
|                                           |                                     | Henry William Paget, I marchese di Anglesey | Henry Paget, I conte di Uxbridge       |  |  |       |  |  |                                    |  |  |                                   |  |
|                                           |                                     | Henry William Paget, I marchese di Anglesey | Jane Champagné                         |  |  |       |  |  |                                    |  |  |                                   |  |
| Caroline Paget                            |                                     | Henry William Paget, I marchese di Anglesey |                                        |  |  |       |  |  |                                    |  |  |                                   |  |
|                                           |                                     | Caroline Villiers                           | George Villiers, IV conte di Jersey    |  |  |       |  |  |                                    |  |  |                                   |  |
|                                           |                                     | Caroline Villiers                           | George Villiers, IV conte di Jersey    |  |  |       |  |  |                                    |  |  |                                   |  |
|                                           |                                     | Caroline Villiers                           | Frances Twysden                        |  |  |       |  |  |                                    |  |  |                                   |  |
|                                           |                                     | Caroline Villiers                           |                                        |  |  |       |  |  |                                    |  |  |                                   |  |